# 天津中德应用技术大学

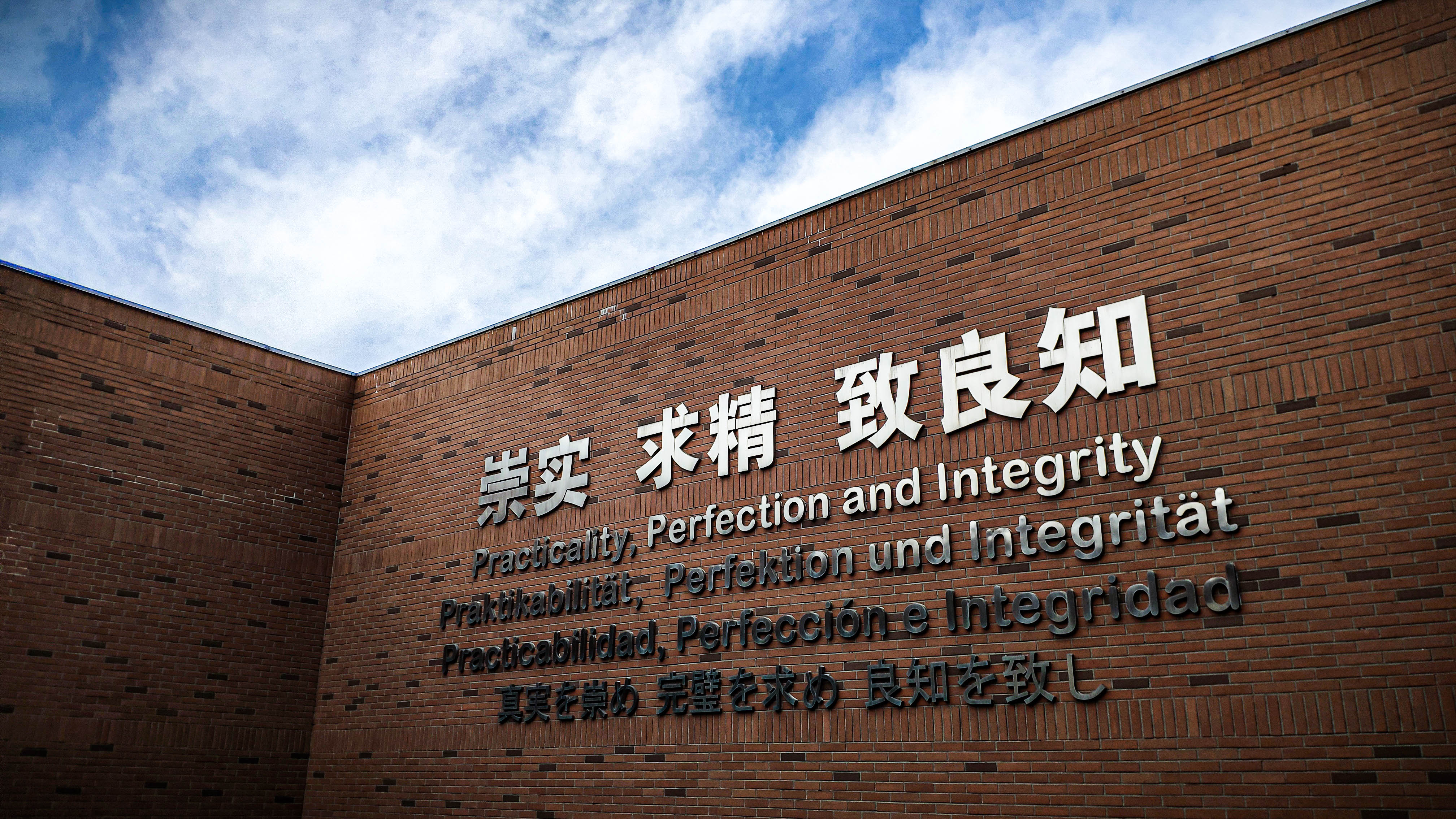
中德校训：崇实、求精、致良知

天津中德应用技术大学（英語：Tianjin Sino-German University of Applied Sciences），是一所以工程学为主，管理学、艺术学协调发展的公办高等院校。是中国第一所本科层次的应用技术教育大学。前身是天津中德职业技术学院，位于天津海河教育园区。现有10所学院、21个本科专业、25个高职专业、2个中职专业。全日制在校生1.1万余人。隶属于天津市工业和信息化局，被教育部评为国家示范性高职院校。

## 概况
天津中德应用技术大学是中国第一所应用技术大学，学校位于天津海河教育园区，隶属于天津市政府。学校建筑面积为29.73万平方米，其学校现有包括89名学历留学生在内的全日制在校生11508名，教职员工720名。全校教学科研仪器设备两万余台套、价值5亿余元人民币。其中大量是由德国、瑞士、西班牙引进的先进设备，学校现有先进制造技术、航空航天技术、服务文化创意与技术等9大应用型学科专业组群。正在建设机械领域专业硕士学位点，与天津理工大学等高校联合培养硕士研究生。截至目前教学团队共建成15门国家级精品课，9门国家级精品资源共享课。

## 历史沿革
1983年，中日两国决定合作建立天津企业管理培训中心。

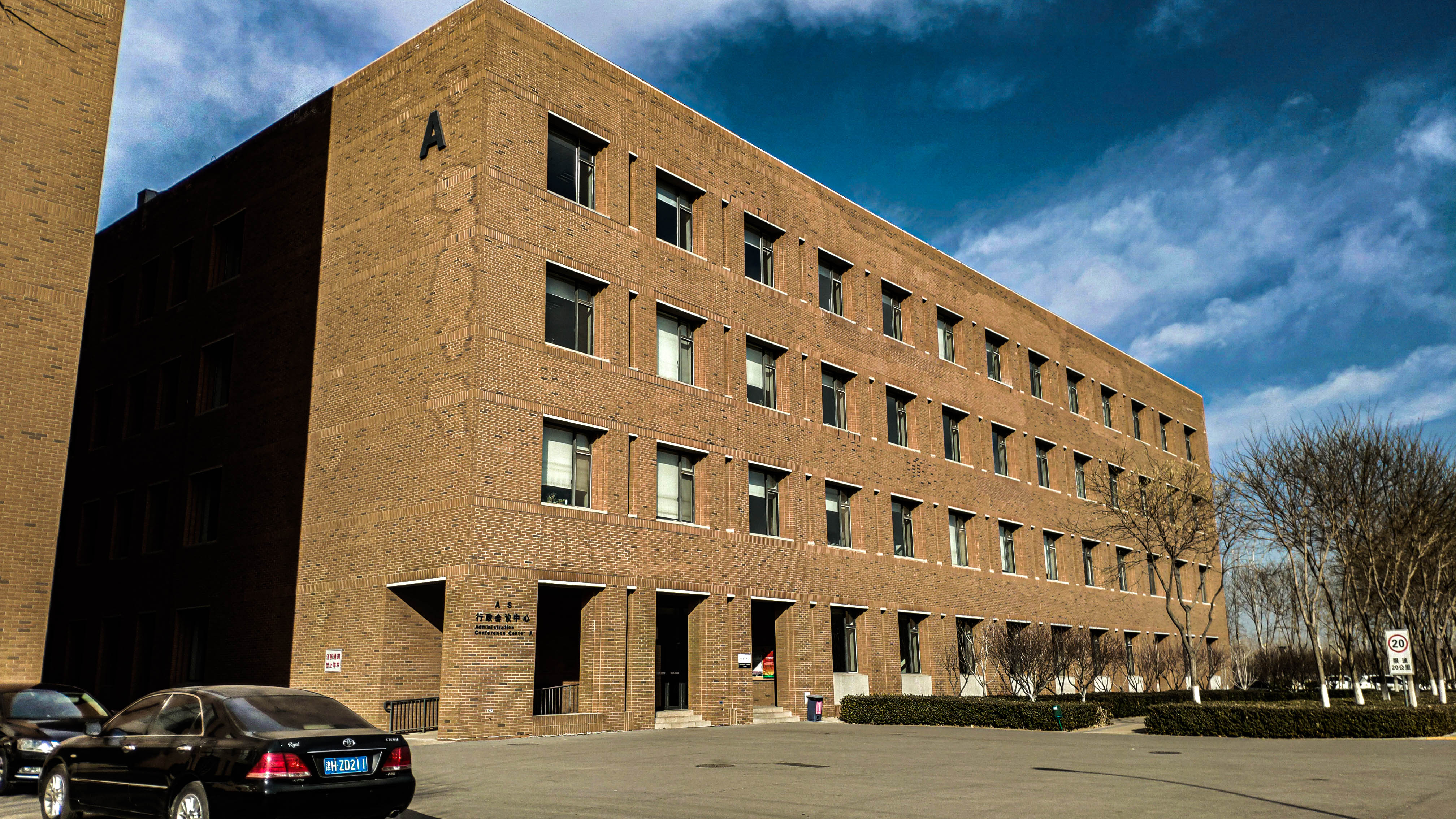
天津中德应用技术大学行政会议中心（A座

1985年，由中德两国政府合作建立天津职工工业技术学院，是天津市属全日制高等院校。1986年，中日两国政府合作在天津建立天津市职工现代企业管理学院。
2001年，在天津职工工业技术学院和天津市职工现代企业管理学院合并组建全日制普通高等院校。2006年，天津中德职业技术学院与空客天津总装公司联合建立“空客A320蓝领技能评估中心和培训中心”。2009年12月，天津市决定将天津中德现代工业技术培训中心和天津企管培训中心整合为天津中德职业技术学院。
2011年4月，学校整体迁入天津海河教育园区。2013年6月28日，应用技术大学（学院）联盟在天津成立，天津中德职业技术技术学院成为联盟的创始会员。2014年，天津市人民政府向国家教育部申请：在天津中德职业技术学院的基础上，设立应用技术大学，拟定名天津海河应用技术大学。
2015年11月14日，教育部印发《教育部关于同意建立天津中德应用技术大学的函》，批复同意在天津中德职业技术学院基础上，整合天津海河教育园区图书馆教育资源，建立天津中德应用技术大学。
2017年2月23日，天津教育工作要点中指出，支持天津中德建设世界一流应用技术大学。明确“到2030年成为世界一流应用技术大学”的目标。

## 学院及专业设置
| 学院                     | 专业 |
| ------------------------ | --- |
| 能源工程学院             | - 能源与动力工程（本科） - 光伏发电技术与应用 - 建筑智能化工程技术 - 风力发电工程技术 |
| 航空航天学院             | - 飞行器制造工程（本科） - 无人驾驶航空器系统工程（本科） - 无人机应用技术 - 飞行器制造技术 - 空中乘务 |
| 机械工程学院             | - 机械电子工程（本科） - 金属材料工程（本科） - 材料成型及控制工程（本科） - 模具设计与制造 - 数控技术 - 数控设备应用与维护 - 模具设计与制造 |
| 软件与通信学院           | - 软件工程（本科） - 物联网工程（本科） - 通信工程（本科） - 软件技术 - 物联网技术 |
| 汽车与轨道交通学院       | - 车辆工程（本科） - 汽车服务工程（本科） - 汽车检测与维修技术 - 汽车营销与服务 - 机电一体化技术 - 城市轨道交通车辆技术 |
| 智能制造学院             | - 工厂数字化技术与应用方向（联合培养）（硕士） - 智能装备控制技术与应用方向（联合培养）（硕士） - 电气工程与智能控制（本科） - 自动化（本科） - 物流管理（本科） - 信息安全（本科） - 电气自动化技术 - 物流管理 - 计算机网络技术 - 信息安全与管理 |
| 艺术学院                 | - 工艺美术（本科） - 产品设计 - 数字媒体艺术 - 动漫制作技术 - 视觉传播设计与制作 - 环境艺术设计 |
| 应用外国语与国际教育学院 | - 德语（本科） - 旅游管理 - 应用西班牙语 - 商务日语 |
| 经贸管理学院             | - 质量管理工程（本科） - 财务管理（本科） - 会计 - 连锁经营管理 - 电子商务 - 人力资源管理 |
| 马克思主义学院           | |